# Pojazdy Szynowe Pesa Bydgoszcz
Pojazdy Szynowe PESA SA is een Pools bedrijf dat gevestigd is in Bydgoszcz dat zich bezighoudt met de productie en onderhoud van spoorwegmaterieel, waaronder verschillende types locomotieven, treinstellen en trams.

## Overzicht
Dit is een overzicht van producten gebouwd door Pojazdy Szynowe PESA SA:
| Serie       | Afbeelding | Vervoerder                               | In dienst gesteld | Aantal voertuigen | Aantal delen | Aandrijving                 |
| ----------- | ---------- | ---------------------------------------- | ----------------- | ----------------- | ------------ | --------------------------- |
| ED 59       |            | Polskie Koleje Państwowe (PKP)           | 2006              | 1 (prototype)     | 3 (4)        | Gelijkstroom / Bovenleiding |
| ED 74       |            | Polskie Koleje Państwowe (PKP)           | 2007-2008         | 11                | 4            | Gelijkstroom / Bovenleiding |
| EN 76       |            | Polskie Koleje Państwowe (PKP)           | 2011-2013         | 34                | 4            | Gelijkstroom / Bovenleiding |
| EN 77       |            | Polskie Koleje Państwowe (PKP)           | 2011              | 5                 | 4            | Gelijkstroom / Bovenleiding |
| EN 81       |            | Polskie Koleje Państwowe (PKP)           | 2005 - 2007       | 8                 | 1            | Gelijkstroom / Bovenleiding |
| EN 95       |            | Warszawska Kolej Dojazdowa (WKD)         | 2004              | 4                 | 1            | Gelijkstroom / Bovenleiding |
| EN 96       |            | Polskie Koleje Państwowe (PKP)           | 2011              | 4                 | 2            | Gelijkstroom / Bovenleiding |
| SA 103      |            | Polskie Koleje Państwowe (PKP)           | 2005 - 2007       | 13                | 1            | Dieselhydraulisch           |
| SA 106      |            | Polskie Koleje Państwowe (PKP)           | 2001 - 2007       | 19                | 1            | Dieselhydraulisch           |
| SA 131      |            | Polskie Koleje Państwowe (PKP)           | 2005              | 2                 | 1            | Dieselhydraulisch           |
| SA 132      |            | Polskie Koleje Państwowe (PKP)           | 2005-2007         | 15                | 2            | Dieselhydraulisch           |
| SA 133      |            | Polskie Koleje Państwowe (PKP)           | 2006-nu           | 18                | 2            | Dieselhydraulisch           |
| SA 134      |            | Polskie Koleje Państwowe (PKP)           | 2007-nu           | 17                | 1            | Dieselhydraulisch           |
| SA 135      |            | Polskie Koleje Państwowe (PKP)           | 2005 - 2007       | 3 + 3             | 1            | Dieselhydraulisch           |
| SA 136      |            | Polskie Koleje Państwowe (PKP)           | 2010              | 10                | 2            | Dieselhydraulisch           |
| ATR 220     |            | Ferrovie Nord Milano (FNM)               | 2009              | 2                 | 3            | Dieselhydraulisch           |
| ATR 220     |            | Ferrovie del Sud Est (FSE)               | 2008 + 2010       | 23                | 3            | Dieselhydraulisch           |
| ATR 220     |            | Ferrovie Emilia Romagna (FER)            | 2009              | 12                | 3            | Dieselhydraulisch           |
| 844         |            | České Dráhy (CD)                         | 2012              | 31                | 2            | Dieselhydraulisch           |
| 600         |            | Oberpfalzbahn                            | 2014              | 12                | 2            | Dieselhydraulisch           |
| 631 632 633 |            | Deutsche Bahn Raamverdrag 470 stuks      | 2014 2015 2015    | demo 22 23        | 1 2 3        | Dieselhydraulisch           |
| 632         |            | Niederbarnimer Eisenbahn                 | 2015              | 7 2               | 2 3          | Dieselhydraulisch           |
| ED 161      |            | Polskie Koleje Państwowe (PKP Intercity) | 2015              | 20                | 8            | Gelijkstroom / Bovenleiding |